# Furacão Nate (2011)
Furacão Nate causou danos menores no sudeste do México em meados de setembro de 2011. A décima sexta tempestade nomeada e o quarto furacão da Temporada de furacões no Atlântico de 2011, o Furacão Nate originou-se de um cavado frontal na Baía de Campeche em 7 de setembro. Dentro duma fraca direção de ambiente, a tempestade serpenteava para sudoeste enquanto ganhava força gradualmente. Embora tenha sido classificada como uma tempestade tropical operacionalmente, os dados coletados durante uma análise pós-temporada indicaram que o Furacão Nate atingiu brevemente o status de Furacão Categoria 1 na Escala de furacões de Saffir-Simpson em 8 de setembro. Como resultado de seu movimento lento, a tempestade causou um ressurgimento significativo, levando a uma diminuição acentuada na convecção e enfraquecendo-se consequentemente. Em 11 de setembro, o Furacão Nate mudou-se para o México como uma tempestade tropical, produzindo várias polegadas de chuva e danificando várias centenas de estruturas. Dez trabalhadores duma plataforma de petróleo desapareceram; sete foram resgatados, mas um morreu de causa desconhecida e três outros corpos foram recuperados mais tarde. Em Veracruz, um menino foi morto após ser atingido por um raio.